# 哈齊甘傑烏帕齊拉
哈齊甘傑乌帕齐拉是孟加拉国吉大港縣的一个乌帕齐拉，位於吉大港专区的堅德布爾縣。。

## 人口
據1991年孟加拉國人口普查，哈齊甘傑共有戶數44350戶，人口254057人。其中男性佔比49.17%，女性佔比50.83%；成年人口117,498人。該地7歲以上人口之平均識字率為38.5%。